# Jessey Meng
Pour les articles homonymes, voir Meng.
Jessey Meng est une actrice et productrice taïwanaise de cinéma d'arts martiaux née le 17 août 1967 à Taipei. 

## Biographie
Elle débute comme mannequin en Europe et en Asie, avant de devenir actrice. Elle mesure 1,78 m. Elle parle mandarin, anglais et cantonais.
Elle a été mariée avec le milliardaire Ji Zenghe. Ils divorcent le 29 janvier 2010. Elle lui réclame entre 500 millions à 630 millions de dollars. Elle fait partie des dix plus gros divorces de Chine ; elle a reçu 335 millions de dollars en septembre 2012.

## Filmographie
- 1997 : Red Corner
- 2007 : Magazine Gap Road
- 2008 : La Momie : La Tombe de l'empereur Dragon (The Mummy III: Tomb of the Emperor Dragon), de Rob Cohen